# Dicranota ompoana
Dicranota (Rhaphidolabis) ompoana là một loài ruồi trong họ Pediciidae. Chúng phân bố ở vùng sinh thái Palearctic.